# Eulophia katangensis
Eulophia katangensis är en orkidéart som först beskrevs av De Wild., och fick sitt nu gällande namn av De Wild. Eulophia katangensis ingår i släktet Eulophia och familjen orkidéer. Inga underarter finns listade i Catalogue of Life.